# ArtScience Museum
ArtScience Museum (en mandarin : 艺术科学博物馆) est l'une des attractions à Marina Bay Sands, un lieu de villégiature intégré à Singapour propriété de l'entreprise américaine Las Vegas Sands. L'architecte est Moshe Safdie. Ouvert le 17 février 2011 par le Premier Ministre de Singapour Lee Hsien Loong, il s'agit du premier musée des arts et des sciences dans le monde.
Bien que proposant une exposition permanente dans ArtScience Gallery, ArtScience Museum accueille principalement des expositions itinérantes organisées par d'autres musées ou des sociétés privées.
Le 9 juin 2018, Disney entame une exposition interactive intitulée Marvel Studios: Ten Years of Heroes au ArtScience Museum de Singapour jusqu'au 30 septembre 2018 présentant en 10 sections les grands moments des 19 films du Marvel Cinematic Universe.